# Mohammad Mirmohammadi
Seyyed Mohammad Mirmohammadi (perski. سید محمد میرمحمدی; ur. 1948 w Komie, zm. 2 marca 2020 w Teheranie) – irański polityk, który służył jako starszy doradca najwyższego przywódcy Iranu ajatollaha Chomeiniego oraz członek Rady Rozeznania Biegłych Rewidentów. Był członkiem 6. i 7. parlamentu irańskiego. Mohammed był członkiem rady centralnej Islamskiej Partii Republiki, szefem sztabu prezydenckiego podczas prezydencji ajatollaha Chomejniego i Akbara Haszemiego Rafsandżaniego oraz sekretarzem generalnym Islamskiej Partii Cywilizacyjnej.

## Wczesne życie
Mohammad Mirmohammadi urodził się w 1949 roku w Komie. Był bratankiem starszego kleryka Mousy Shubairi Zanjaniego.

## Kariera
W sierpniu 2017 roku Mohammad został mianowany przez najwyższego przywódcę Iranu Alego Chameneia na członka Rady Rozeznawania Biegłych.

## Śmierć
Mohammad zmarł na COVID-19 2 marca 2020 roku. Jest on najwyższym urzędnikiem w przywództwie Iranu, który zmarł na skutek infekcji koronawirusem. Jego matka również zmarła na COVID-19.